# 蔭雲高鰭䱛
蔭雲高鰭䱛為輻鰭魚綱鱸形目鱸亞目石首魚科的其中一種，分布西大西洋區，從美國北卡羅來納州、墨西哥灣至委內瑞拉海域，棲息深度5-91公尺，體長可達25公分，棲息在沿海沙泥底質海域，可做為食用魚。